# 松田ちゆり
松田 ちゆり（まつだ ちゆり、1975年7月12日 - ）は、日本の元AV女優。
趣味: 読書   特技：料理  

## 略歴
- 1994年 - AVデビュー。

## 作品

### アダルトビデオ
- アリス発熱（1994年12月30日）
- 素肌の囁き
- ストロベリーFUCK（1995年2月26日）
- おしめり手帖（1995年3月19日）他出演:神崎あゆみ他
- ちゆりの制服バイブル（1995年3月31日）
- ラブジュース（1995年4月30日）
- 面影sexy（1995年10月8日）
- アダルトビデオ100連発!!（1996年）他多数出演
- 宇宙企画2000PLATINUM（2000年4月29日(VHS)/ 2001年2月23日(DVD)）他出演:渡瀬ミク、早見瞳、かわいさとみ、牧本千幸、直木亜弓 早坂麻衣子、長峰ルミ、 有賀みほ、金沢文子
- 宇宙企画2000BOX PREMIUM（2000年9月30日）他多数出演
- 極[女優編]（2001年12月21日）他出演:長峰ルミ、かわいなつみ、安里祐加、中原美佑、池上美沙、藤沢京子、河合るみ、井上詩織、澤宮英梨子
- 宇宙企画Classic（2002年12月6日）「ストロベリーFUCK」「ちゆりの制服バイブル」を収録
- 宇宙企画Classic BEST REMIX 3（2003年7月4日）他出演:庄司みゆき、藤木流花、小沢奈美、沢木まりえ、いとうしいな、大友梨奈、有賀美穂
- 宇宙企画クラシック松田ちゆりII（2004年6月11日）「アリス発熱」「ラブジュース」を収録
- 宇宙企画 The Complete till 2008 完全限定版（2008年12月26日）他多数出演

※以上宇宙企画の作品
- 姫マンゴ　エデンの果実は甘ずっぱ!（1995年7月14日）監督:溜池ゴロー
- アダルトビデオ100連発!!（1996年）他多数出演

※以上マックス・エーの作品
- 宇宙のファンタジー（1995年5月19日）
- 令嬢の憂鬱（1995年6月23日）
- 痺れて満開（1995年8月11日）
- 松田ちゆりスペシャル（2001年6月22日）「宇宙のファンタジー」「令嬢の憂鬱」を収録
- 松田ちゆりスペシャル（2002年6月28日）
- アリスJAPAN2003（2002年12月13日）他23名出演
- アリス・メモリアル1995（2006年2月17日）他出演:城麻美、美里真理、嶋田加織
- 復刻 宇宙のファンタジー（2010年3月12日）

※以上アリスJAPANの作品
Video Idol Hair Shot II（2001年5月1日、ひりゅうビジュアルネットワーク）

### テレビドラマ
- 未成年

## 雑誌
- オレンジ通信 1996年03月号（表紙）